# Onthophagus neboissi
Onthophagus neboissi är en skalbaggsart som beskrevs av Frey 1970. Onthophagus neboissi ingår i släktet Onthophagus och familjen bladhorningar. Inga underarter finns listade i Catalogue of Life.